# 愛爾蘭共和兄弟會
愛爾蘭共和兄弟會（英語：Irish Republican Brotherhood，IRB）是愛爾蘭在1858年至1924年期間的一個秘密政治結社，存在於1858年至1924年，其目標是建設一個獨立民主的愛爾蘭共和國，在愛爾蘭共和主義運動中發揮了重要作用。

## 外部連結

愛爾蘭共和兄弟會

- The Irish Republican Brotherhood （页面存档备份，存于）, from the BBC History site
- Fenians.org （页面存档备份，存于）
- Irish Nationalism and Anglo-American Naturalization: The Settlement of the Expatriation Question 1865–1872 （页面存档备份，存于）
- UCD letters regarding the IRB （页面存档备份，存于）